# Îles de la Petite-Terre
De Îles de la Petite Terre (Petite Terre-eilanden) zijn twee onbewoonde eilanden in het Franse overzeese departement Guadeloupe.
Het in het zuidwesten gelegen Terre de Bas meet 117 hectare, en het in noordoosten gelegen Terre de Haut meet 31 hectare. Zij vormen samen Petite Terre. Beide eilanden zijn gescheiden door een 150 meter breed kanaal. De eilandjes horen bij de gemeente La Désirade. Zij dienen niet verward te worden met de gemeenten Terre-de-Bas en Terre-de-Haut, twee andere, bewoonde, eilandjes van Guadeloupe.
De twee eilanden zijn in 1998 uitgeroepen tot natuurgebied inclusief 842 hectare zee rondom de eilanden. De eilanden worden bewoond door leguanen, en de stranden worden gebruikt door schildpadden om eieren te leggen.
In 1840 werd een vuurtoren op Terre de Bas gebouwd. De toren is 33 meter hoog en is de oudste bestaande toren van de Kleine Antillen. In 1972 werd de toren geautomatiseerd en werd het eiland verlaten. De vuurtoren geeft elke 12 seconden 3 flitsen.

## Galerij

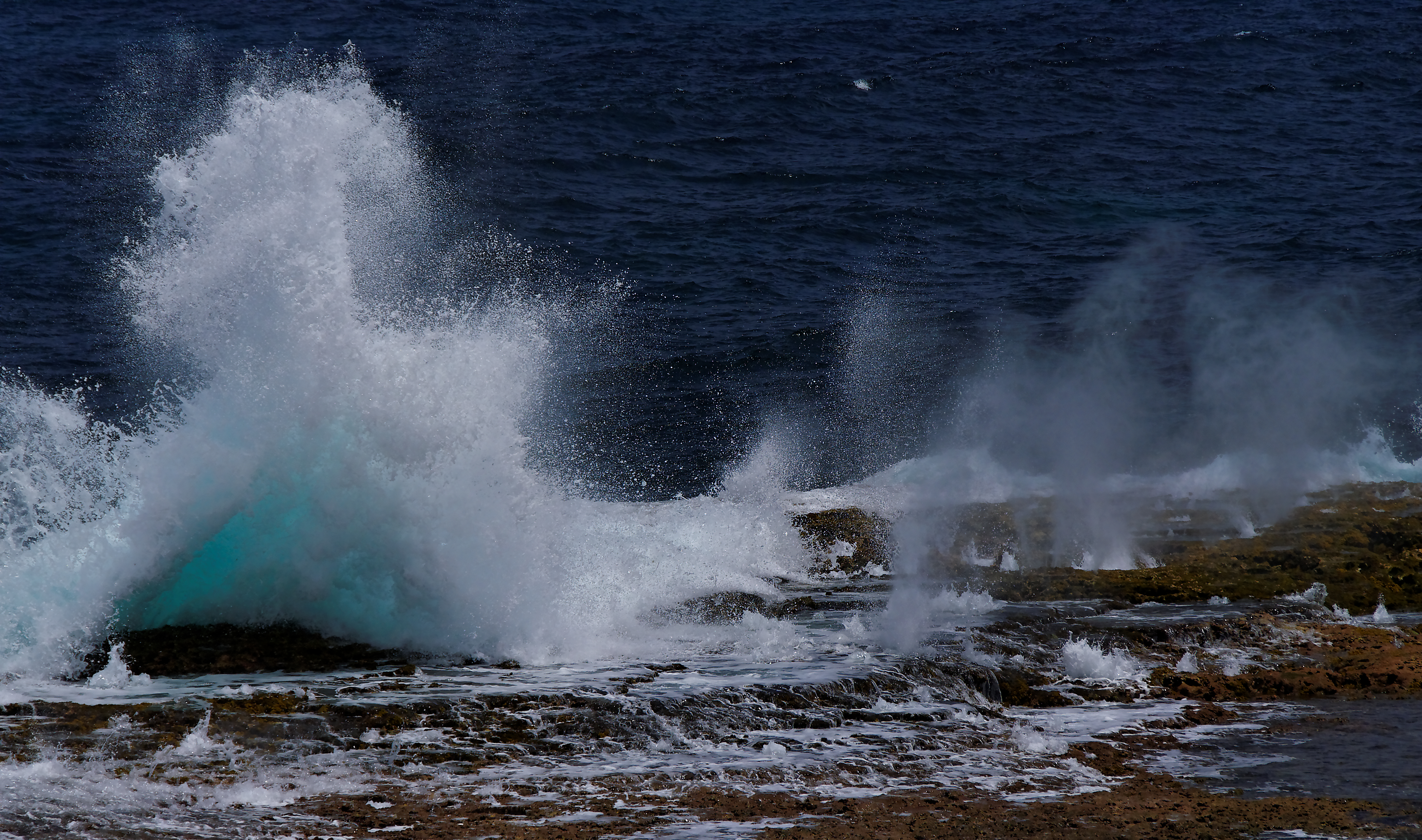
Hoge golven aan de kust
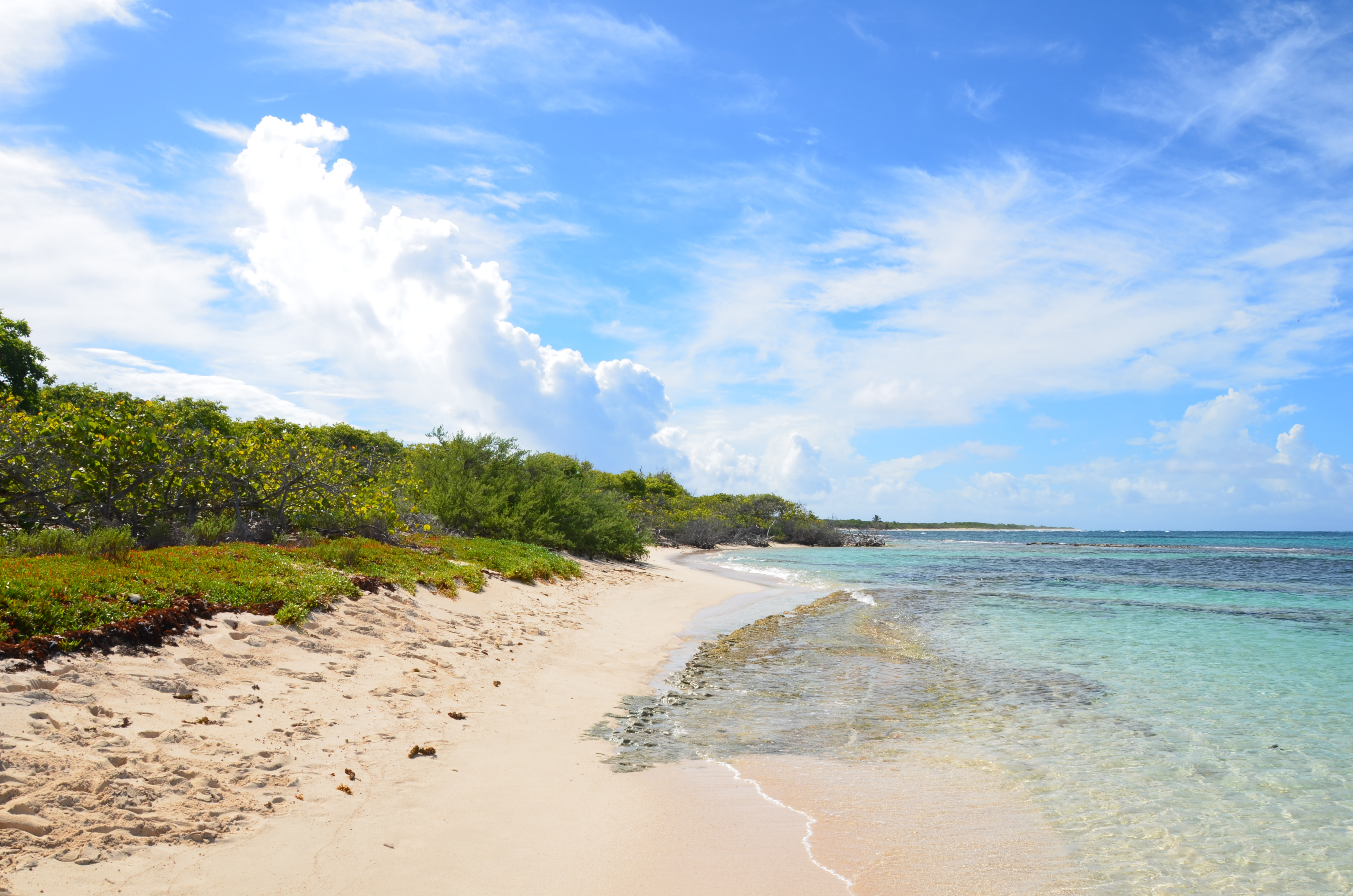
Strand
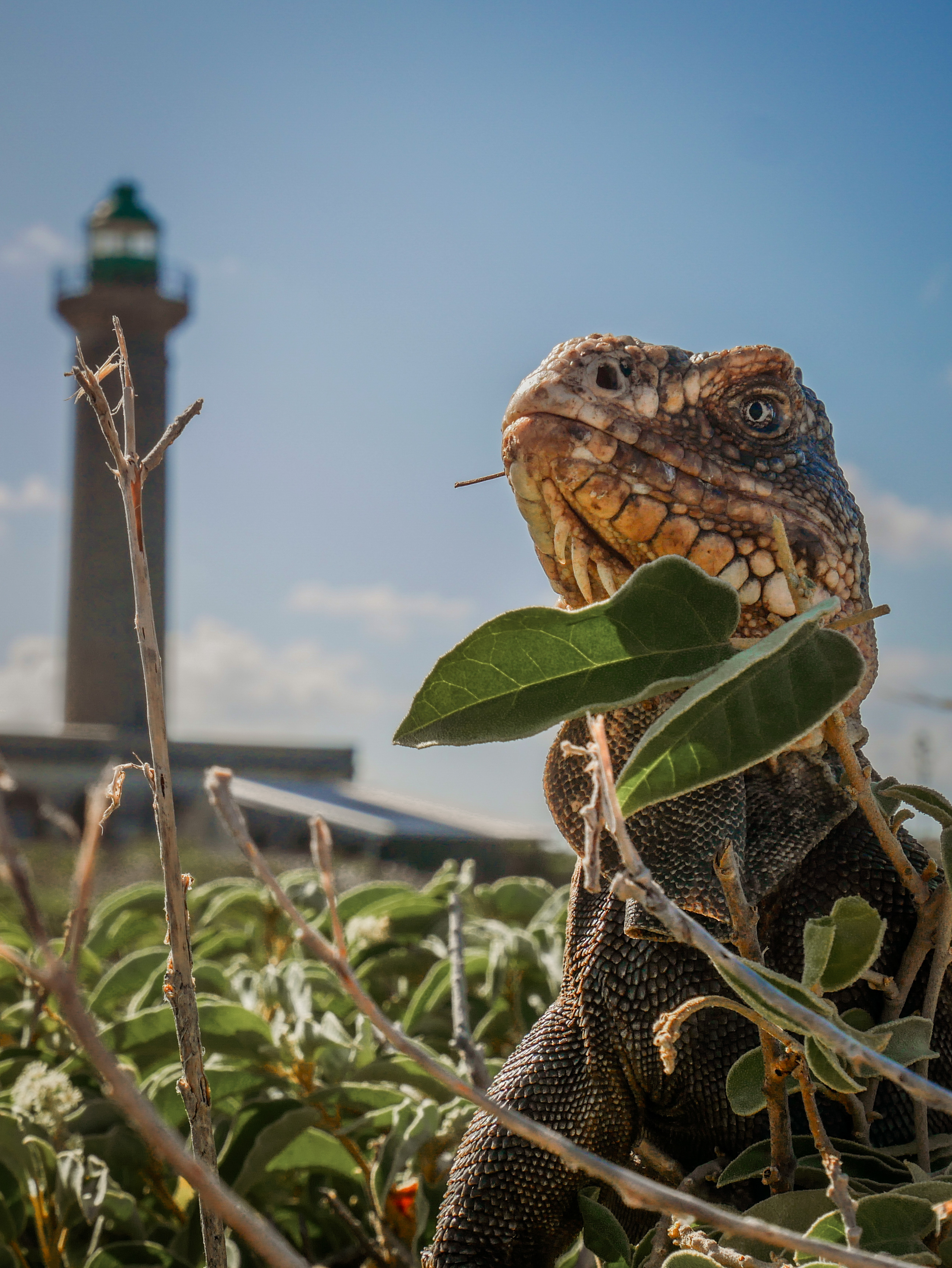
Leguaan met de vuurtoren op de achtergrond

Grand-Îlet · Îles de la Petite-Terre · Îlet du Gosier · Nationaal Park Guadeloupe (Grand Cul-de-Sac Marin · Réserve Cousteau)
Basse-Terre (Îlets Pigeon) · Grande-Terre (Îlet du Gosier) · Îles des Saintes (Îlet à Cabrit · Grand-Îlet · Terre-de-Bas · Terre-de-Haut) · La Désirade (Îles de la Petite-Terre) · Marie-Galante